# Hu Zhengyan
Hu Zhengyan (traditioneel Chinees:  胡正言; ca. 1584–1674) was een Chinees kalligraaf, kunstschilder, zegelsnijder en uitgever, die leefde in Nanking ten tijde van de machtswisseling tussen de Ming-dynastie en de Qing-dynastie. Zijn omgangsnaam was Hu Yuecong (traditioneel Chinees: 曰從).
Hu was eigenaar van een drukkerij en uitgeverij, Tien Bamboes-studio genaamd, waar verschillende familieleden van Hu werkzaam waren. Hier experimenteerde Hu met verschillende technieken in meerkleurendrukwerk en blinddruk.

## Biografie

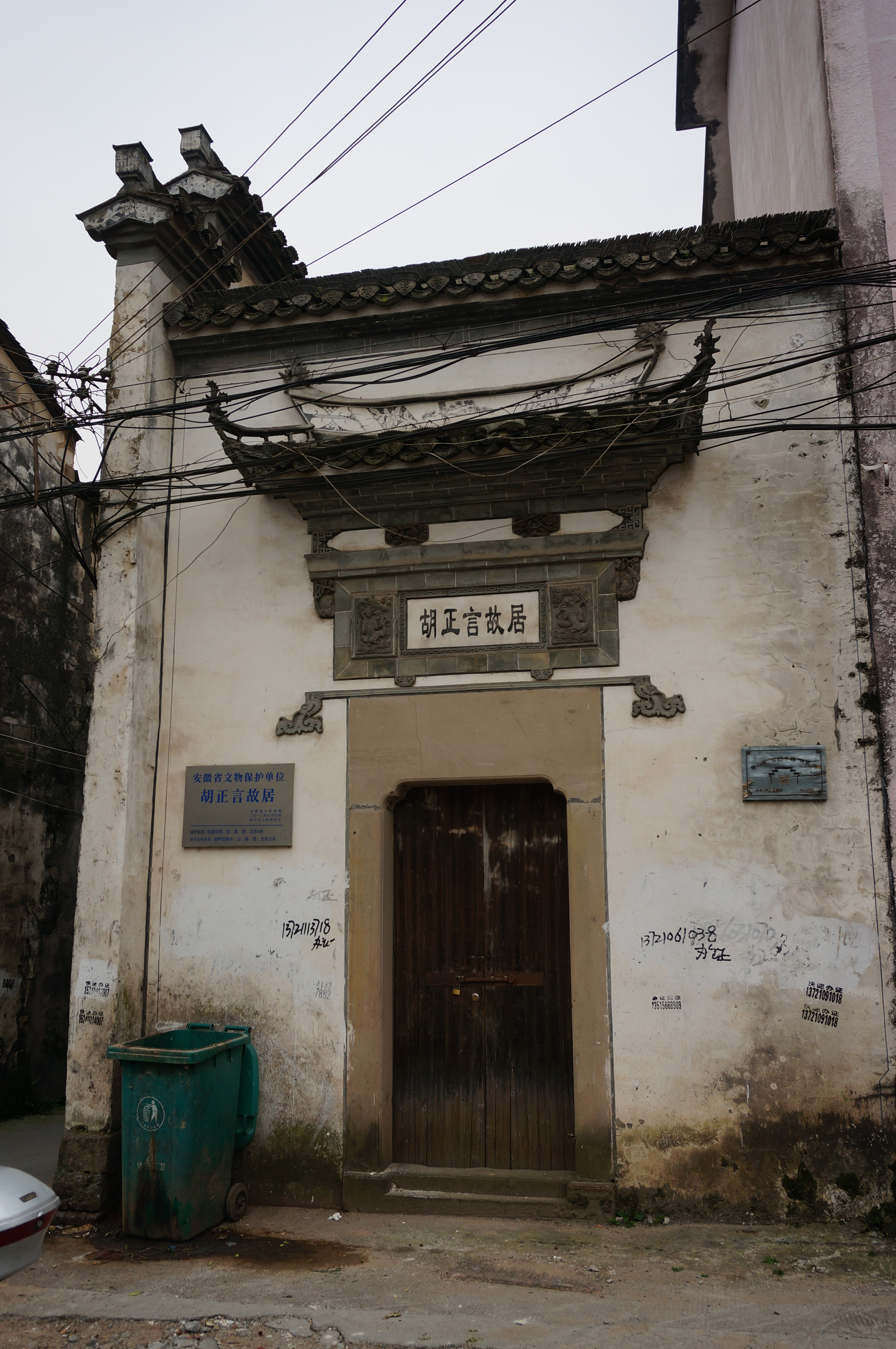
Hu's woning in Xiuning

Hu werd in 1584 of vroeg in 1585 geboren in Xiuning, in de provincie Anhui. Zijn vader en oudere broer Zhengxin waren beide arts. Nadat Hu dertig was geworden, vergezelde hij hen op hun rondreizen in de omgeving van Lu'an en Huoshan. Mogelijk was Hu zelf ook arts, maar dit wordt niet gestaafd in bronnen van vóór de tweede helft van de 19e eeuw.

### Tien Bamboes-studio
In 1619 verhuisde Hu naar Nanking, in de provincie Jiangsu. Hij kocht een woning op Beiji Ge, een heuvel ten noorden van de stad. Hu noemde het de 'Tien Bamboes-studio' (Shizhuzhai, 十竹齋), daar er tien bamboestengels aan de voorzijde van het pand groeiden. Samen met zijn vrouw Wu ontving hij er tal van kunstenaars. Hu richtte een deel van de woning in als drukkerij en nam tien personen in dienst, waaronder zijn twee broers Zhengxin en Zhengxing en zijn zoons Qipu (其樸) en Qiyu (其毅). De drukkerij publiceerde academische en medische teksten, zegelcatalogi, dichtbundels, decoratief drukwerk en eigen werk van Hu Zhengyan. Hij experimenteerde in meerkleurendrukwerk en blinddruk en ontwikkelde hierin nieuwe technieken. Zijn bekendste werk was Tien Bamboes-studio's handboek voor schilderen en kalligrafie (十竹齋書畫譜), een handboek dat ongeveer 200 jaar lang herdrukt werd.
Naast drukwerk legde Hu zich toe op kalligrafie, schilderen en het snijden van zegels. Zijn zegels werden ook buiten Jiangsu bekend en werden onder andere besteld door een groot aantal hoogwaardigheidsbekleders. Hu's zegelontwerpen waren gestoeld op de klassieke stijl van de Han-periode, al waren Hu's karaktertekens hoekiger.

### Laatste jaren
Nadat de Ming-dynastie in 1644 was gevallen, ontwierp Hu Zhengyan een persoonlijk zegel voor Zhu Yousong, de eerste keizer van de Zuidelijke Ming-dynastie. In ruil hiervoor kreeg Hu een post aangeboden in het secretariaat, maar hij bedankte hiervoor. In 1646 trok Hu zich terug en ging een bestaan als kluizenaar leiden. Hij ontving in deze periode een aantal kunstenaars, waaronder de schilder Xiao Yuncong en de dichter Lü Liuliang. Eind 1673 of begin 1674 stierf Hu Zhengyan op de leeftijd van 90 jaar.

## Afbeeldingen

Illustraties uit Tien bamboes-studio's handboek voor schilderen en kalligrafie
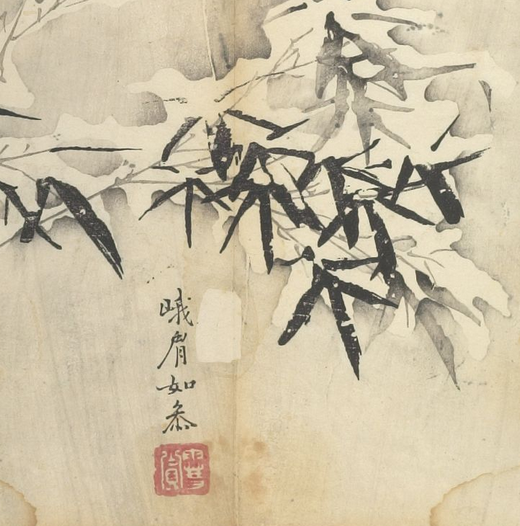
Bamboe in sneeuw
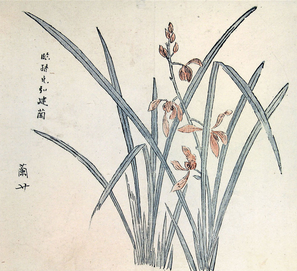
Orchidee
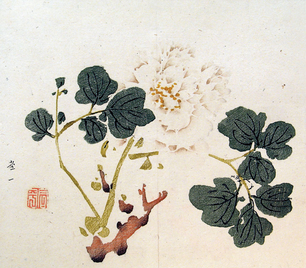
Chrysant
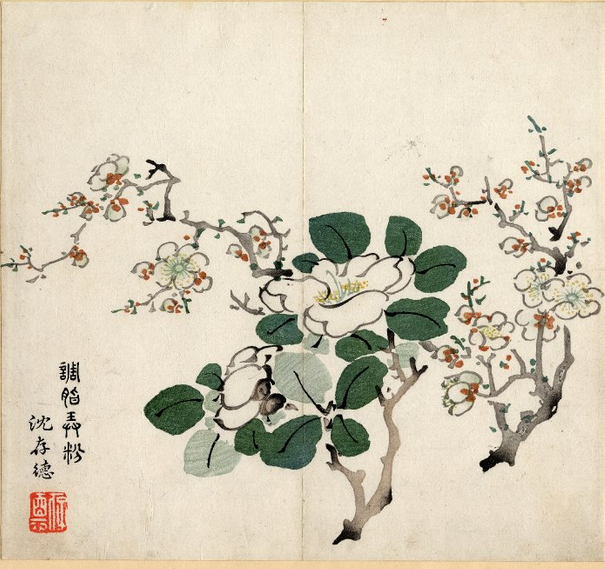
Appelbloesem
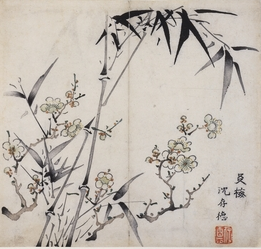
Kersenbloesem en bamboe
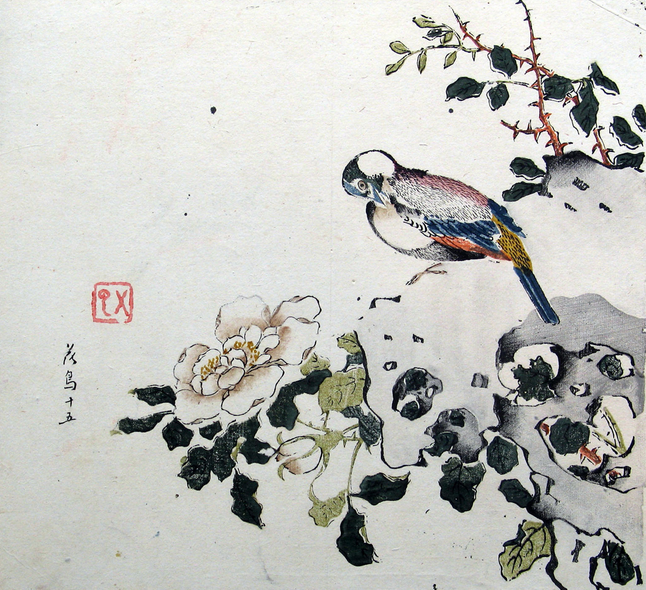
Vogel op een tak
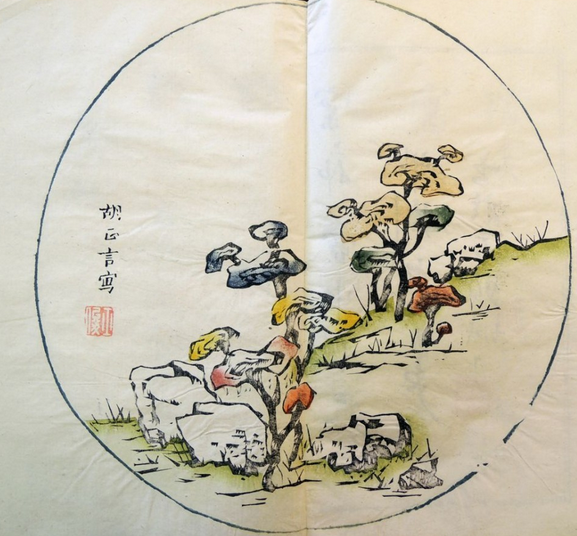
Paddenstoelen
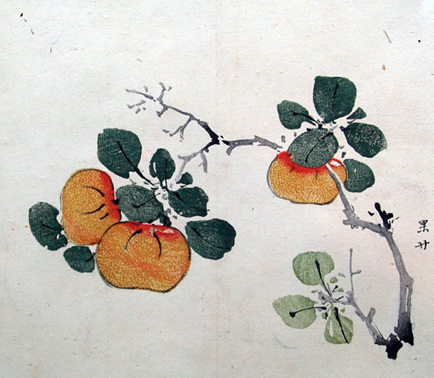
Mandarijnen
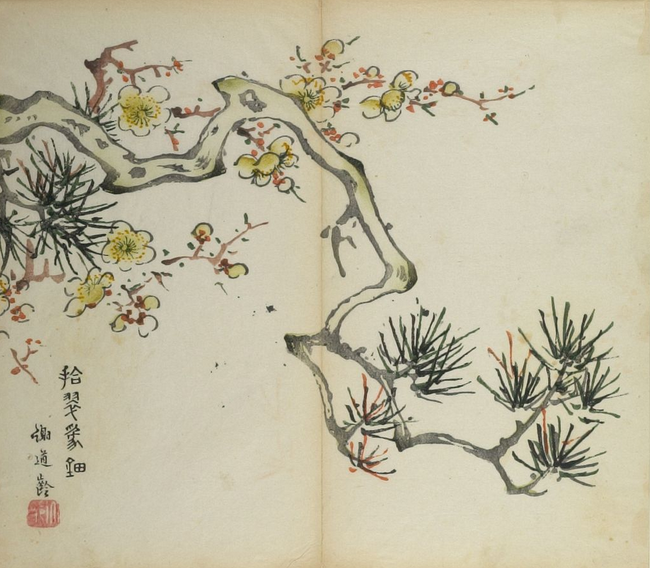
Pruimenbloesem en Den
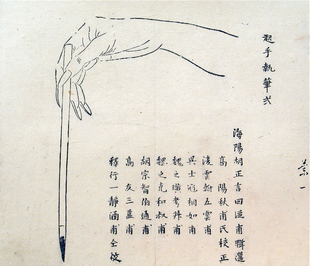
Illustratie voor het correct vasthouden van een penseel